# Waterbury (Vermont)
Waterbury – miasto w Stanach Zjednoczonych, w stanie Vermont, w hrabstwie Washington.